# بروس كرادوك
بروس كرادوك (بالإنجليزية: Bruce Craddock)‏ هو مدير فني أمريكي، ولد في 19 فبراير 1944، وتوفي في 22 فبراير 1990 في ماكوم في الولايات المتحدة بسبب سرطان.